# 앤턴 하이다
앤턴 하이다(영어: Anton Heida, 1878년 12월 24일 ~ ?)는 미국의 체조 선수이다. 세인트루이스에서 열린 1904년 하계 올림픽에 출전하여 단체전, 개인 종합전, 안마, 도마, 철봉 운동에서 5개의 금메달을 획득하면서 체조 역사상 가장 뛰어난 활약을 보인 선수가 되었다.

## 같이 보기
- 올림픽 다관왕 목록